# Rubén Castillo (Fußballspieler)
Rubén Patricio Castillo (* 24. April 1985 in Santiago) ist ein ehemaliger chilenischer Fußballspieler. Der rechte Außenverteidiger gewann dreimal die chilenische Meisterschaft. 

## Karriere
Rubén Castillo begann seine Karriere 2003 beim CD Cobreloa und gewann in den ersten zwei Jahren drei Meisterschaftstitel. Castillo selbst setzte sich bei Cobreloa nicht durch und wurde 2007 an den unterklassigen Verein Lota Schwager verliehen. 2011 verließ er Cobreloa und schloss sich Fernández Vial an, bei dem er nach zwei Spielzeiten seine Karriere beendete.

## Erfolge
Cobreloa
- Chilenischer Meister: 2003-A, 2003-C, 2004-C